# Suore di Nostra Signora del Buon Consiglio di Montréal
Le Suore di Nostra Signora del Buon Consiglio di Montréal (in francese Sœurs de Notre-Dame du Bon Conseil de Montréal; sigla S.B.C.) sono un istituto religioso femminile di diritto pontificio.

## Storia
La congregazione fu fondata da Marie Gérin-Lajoie per l'apostolato sociale femminile: nel 1917, tramite Paul Bruchési, arcivescovo di Montréal, chiese alla Santa Sede di iniziare un nuovo istituto religioso; Gérin-Lajoie non intendeva creare opere sociali cattoliche dirette da religiose, ma aiutare e stimolare le donne ad aprire queste opere, in qualsiasi campo che potesse favorire lo sviluppo della donna.
Nel 1919 la Santa Sede lasciò a Bruchési la facoltà di incoraggiare, sperimentalmente, l'opera di Marie Gérin-Lajoie e l'arcivescovo autorizzò la fondatrice e le sue prime sei compagne a condurre vita fraterna in comunità sotto la direzione spirituale del gesuita Stanislas Loiseau: il 9 novembre 1922 la Santa Sede, visto riuscito l'esperimento, autorizzò l'erezione canonica della congregazione, che ebbe luogo il 26 aprile 1923.
L'istituto ricevette il pontificio decreto di lode il 31 marzo 1951.

## Attività e diffusione
Il fine dell'istituto è quello di condurre le donne di ogni condizione sociale a compiere i loro doveri cristiani nella famiglia e nella società tramite servizi sociali, educativi e di mutuo aiuto femminile.
La sede generalizia è a Montréal.
Alla fine del 2015 l'istituto contava 79 religiose in 4 case.